# 巴布亞馬鮫
巴布亞馬鮫為輻鰭魚綱鱸形目鯖亞目鯖科的其中一種，分布於西太平洋的巴布亞灣海域，棲息深度10-35公尺，本魚腹鰭間的突起小而兩裂，側線逐漸地對於尾柄彎曲下來，泳鰾不存在，身體覆蓋著小鱗片，第一背鰭黑色前面地而且在後部地沿著末梢部的邊緣，側邊銀色的沒有斑點，斑塊或橫帶，背鰭硬棘16-19枚，背鰭軟條21-25枚，臀鰭軟條25-29枚，脊椎骨54-56個，體長可達35公分，棲息在沿岸混濁海域，屬肉食性，可做為食用魚、遊釣魚。

## 擴展閱讀
維基物種上的相關：巴布亞馬鮫